# Docagem molecular
A Docagem Molecular, também conhecida como Acoplamento molecular, Ancoragem molecular ou Docking, no campo da modelagem molecular, é um método que prevê a orientação preferencial de uma molécula a uma segunda, quando ligados entre si para formar um complexo estável. O conhecimento da orientação preferida por sua vez pode ser utilizado para prever a força de associação ou a afinidade de ligação entre duas moléculas, por exemplo, utilizando funções de scoring ou funções de pontuação.

## Tipos de Docking Molecular

### Docking Proteína-Ligante
O Docking Proteína-Ligante é amplamente utilizado para o estudo de interações entre uma proteína e um ligante, caracterizado geralmente por uma pequena molécula ou um íon. O objetivo dessa técnica é tentar predizer a conformação espacial a energia de interação entre um receptor (proteína) e um ligante.
Para isso, simulações computacionais são realizadas, com o objetivo de encaixar o ligante na cavidade de uma proteína. Nesse processo, diferentes orientações e conformações do ligante são consideradas, bem como o ajuste do encaixe entre os grupos funcionais do ligante e os resíduos da proteína.
O Docking molecular proteína-ligante permite a identificação de moléculas candidatas que se ligam de forma específica e seletiva às proteínas-alvo, sendo uma ferramenta poderosa na descoberta de fármacos quando utilizada em conjunto com outras abordagens, como por exemplo a Dinâmica Molecular.
Essa técnica tem sido utilizada no desenvolvimento de novos medicamentos, na otimização de moléculas existentes  e na compreensão das interações entre proteínas e ligantes em nível molecular.
Exemplos de servidores ou softwares para Docking Proteína-Ligante: Glide, AutoDock Vina e Dockthor.

### Docking Proteína-Proteína
O Docking Proteína-Proteína é uma variação da técnica de Docagem Molecular utilizado para prever as interações entre duas proteínas. Para isso, as superfícies das proteínas são “encaixadas” umas nas outras, a fim de identificar quais conformações seriam mais favoráveis para interação. Geralmente programas que realizam o Docking proteína-proteína utilizam como modelos proteínas com corpos rígidos, isso é, desconsideram os possíveis movimentos das estruturas proteicas.
As principais finalidades da utilização do Docking Proteína-Proteína geralmente estão relacionadas com a busca de fármacos, com o design de peptídeos e com estudos de interações proteícas, contribuindo para a o desenvolvimento de novas terapias e com a compreensão de certos mecanismos moleculares envolvidos em diversos processos biológicos.
Exemplos de servidores para Docking Proteína-Proteína: ZDOCK, pyDOCK, SwarmDock e HADDOCK. 

## Etapas para a realização de um Docking
Para realizar um Docking Molecular, algumas são necessárias :

### 1. Preparação das estruturas
- Preparação da estrutura da proteína receptora - Isso inclui a remoção de moléculas de água (com exceção daquelas que possuem função estrutural), e íons desnecessários, correção de erros estruturais e adição de hidrogênios.

- Preparação da estrutura do ligante - O ligante deve ser otimizado e sua conformação inicial deve ser definida.

### 2. Definição do sítio de ligação
- Identificação e delimitação do sítio de ligação na proteína receptora, onde o ligante irá se encaixar.

### 3. Geração de conformações iniciais
- Geração de várias conformações iniciais do ligante, explorando diferentes rotações e conformações.

### 4. Busca e encaixe (Docking)
- Exploração do espaço de busca para encontrar as conformações do ligante que melhor se encaixam no sítio de ligação da proteína.

- Métodos de busca podem incluir algoritmos genéticos, algoritmos de Monte Carlo ou abordagens baseadas em grades.

### 5. Avaliação e seleção de complexos
- Avaliação das conformações do ligante por meio de funções de pontuação que consideram a complementaridade estrutural e a energia de interação.
- Seleção das melhores conformações de ligante-proteína com base nas pontuações obtidas.

### 6. Análise e visualização
- Análise detalhada das interações e geometrias dos complexos selecionados.
- Visualização gráfica dos complexos para entender as interações e a conformação espacial.

É importante ressaltar que o Docking Molecular é uma técnica computacional e, embora seja uma ferramenta poderosa, os resultados devem ser interpretados com cautela e apoiados por experimentos adicionais para garantir sua validade e aplicabilidade. 